# MegaMan Battle Network 4
Mega Man Battle Network 4, conhecido como Rockman EXE 4 no Japão, é um videogame desenvolvido pela Capcom para o console portátil Game Boy Advance (GBA). É o quarto jogo da série Mega Man Battle Network. Como Battle Network 3 antes dela, Battle Network 4 tem duas versões diferentes, Red Sun e Blue Moon, que diferem em história e detalhes de jogo. Battle Network 4 é compatível com o e-Reader e pode ser ligado com o Rockman EXE 4.5 Real Operation e o Battle Chip Gate para NetBattles. É capaz de ser conectado com o Mega Man Zero 3, e contém referências à série Konami Boktai.
As duas versões do Mega Man Battle Network 4 entraram nas paradas de vendas japonesas como o segundo e quarto jogos mais vendidos de sua semana de lançamento e continuaram a aparecer na lista de best-sellers durante as seis semanas seguintes. O jogo vendeu 535.836 cópias combinadas até o final de 2003 e 393.014 cópias adicionais até o final de 2004. Mega Man Battle Network 4 vendeu 1,35 milhões de cópias em todo o mundo em 31 de dezembro de 2008.